# Округ Аламаки (Ајова)
Аламаки (енгл. Allamakee County) је округ у америчкој савезној држави Ајова.

## Демографија
По попису из 2010. године број становника је 14.330, што је 345 (-2,4%) становника мање 2000. године.
| Група             | 2000.          | 2010.          |
| Белци             | 13.983 (95,3%) | 13.325 (93,0%) |
| Афроамериканци    | 21 (0,1%)      | 113 (0,8%)     |
| Азијати           | 39 (0,3%)      | 34 (0,2%)      |
| Хиспаноамериканци | 520 (3,5%)     | 757 (5,3%)     |
| Укупно            | 14.675         | 14.330         |